# Ерік Бернар
Ерік Бернар (фр. Éric Bernard, 24 серпня 1964, Мартіг) — французький автогонщик, учасник чемпіонату світу з автогонок у класі Формула-1. Чемпіон французької Формули-Рено 1985 року, віце-чемпіон французької Формули-3 1987 року.